# Renzo Colombo

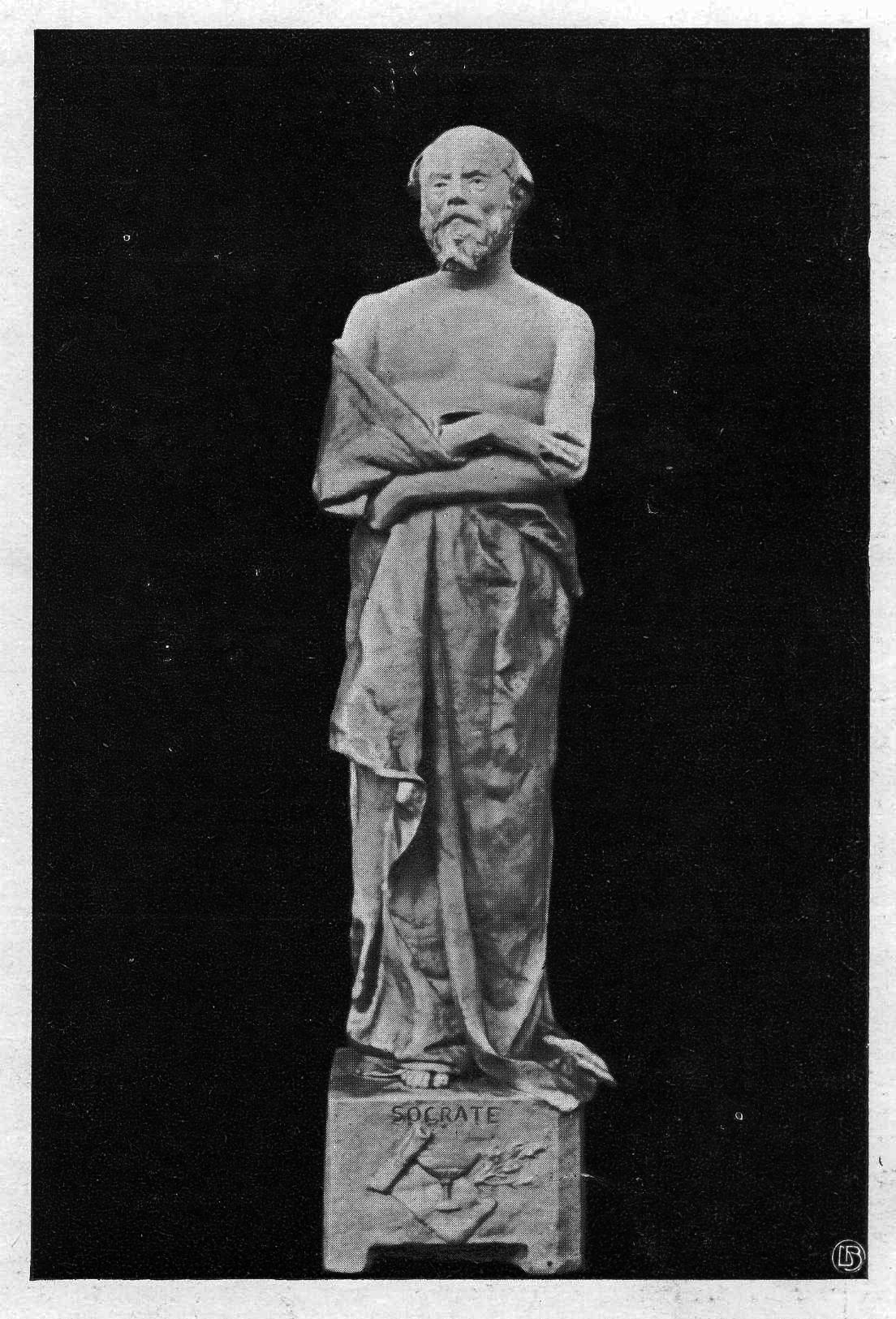
Socrate devant ses juges (svenska: "Sokrates inför sina domare") av italienske skulptören Renzo Colombo (1856–1885), uppvisad (n°3389) vid Salon des Artistes Français (1884) i Paris i Frankrike.

Lorenzo Colombo, född 1856 i Gallarate i Vareses provins, död 1885 i Fougères i Ille-et-Vilaine, var en italiensk skulptör.